# João do Vale
João Batista do Vale, mais conhecido como João do Vale (Pedreiras, 11 de outubro de 1934 — São Luís, 6 de dezembro de 1996), foi um músico, cantor e compositor brasileiro.
De origem humilde, João sempre gostou muito de música. Em 1947, se mudou para São Luís. Em 1964, estreou como cantor. Suas principais composições são: Carcará, em parceria com José Cândido e imortalizada na interpretação de Maria Bethânia, Peba na pimenta, com Adelino Rivera, e Pisa na fulô, com Ernesto Pires e Silveira Júnior.

## Biografia

João, em 1972

João Batista do Vale gostava muito de música desde pequeno, mas logo teve de trabalhar para ajudar a família. Aos 13 anos, foi para São Luís/MA, onde vendia laranjas na rua e participou de um grupo de bumba-meu-boi, o Linda Noite, como "amo" (na cultura popular maranhense, amo é a pessoa que organiza o grupo de bumba meu boi, o cantador, na maioria das vezes o dono daquele grupo).
Dois anos depois, começou sua viagem para o sul, pegando um trem para Teresina, e depois sempre em boleias de caminhões: em Fortaleza CE, foi ajudante de caminhão; em Teófilo Otoni MG, trabalhou no garimpo; e no Rio de Janeiro RJ, onde chegou em dezembro de 1950, empregou-se como ajudante de pedreiro, numa obra no bairro de Ipanema.
Passou a frequentar programas de rádio para conhecer os artistas e apresentar suas composições, na maioria baiões. Depois de dois meses de tentativas, teve uma música de sua autoria gravada por Zé Gonzaga, Cesário Pinto, que fez sucesso no Nordeste. Em 1953, Marlene lançou, em disco, Estrela miúda, que também teve êxito; outros cantores, como Luís Vieira e Dolores Duran, gravaram então músicas de sua autoria.
Em 1954, participou como figurante do filme Mãos Sangrentas, dirigido por Carlos Hugo Christensen. João do Vale conheceu Roberto Farias – na época assistente de direção, - que, ao se transformar em diretor, convidou o compositor para musicar alguns de seus filmes, como No Mundo da Lua, de 1958. Além disso, em 1969, ele comporia a trilha sonora de Meu Nome é Lampião, de Mozael Silveira.
Em 1962, Luiz Gonzaga grava a canção De Teresina a São Luiz, que retrata a ferrovia São Luís-Teresina.
Em 1964, estreou como cantor no restaurante Zicartola, onde nasceu a ideia do Show Opinião, dirigido por Oduvaldo Viana Filho, Paulo Pontes e Armando Costa, e que foi apresentado no teatro do mesmo nome, no Rio de Janeiro. Dele participou, ao lado de Zé Kéti e Nara Leão, tornando-se conhecido principalmente pelo sucesso de sua música Carcará (com a participação de José Cândido), a mais marcante do espetáculo, que lançou Maria Bethânia como cantora, que substituiu Nara no espetáculo.
Como compositor, em 1969, fez a trilha sonora de Meu Nome é Lampião (de Mozael Silveira).

Em apresentação, em 1972

Depois de se afastar do meio musical por quase dez anos, lançou, em 1973, Se eu tivesse o meu mundo (com Paulinho Guimarães) e, em 1975, participou da remontagem do Show Opinião, no Rio de Janeiro.
Em 1982 gravou seu segundo disco, ao lado de Chico Buarque, que, no ano anterior, havia produzido o LP João do Vale Convida, com participações de Nara Leão, Tom Jobim, Gonzaguinha e Zé Ramalho, entre outros.
No final dos anos 1980, o artista sofreu um derrame cerebral, que deixou sequelas. entre 1987 e 1990, precisando ficar em uma cadeira de rodas, e com capacidade de comunicação também reduzida.
Em 1995, Chico Buarque voltou a reverenciar o amigo, reunindo artistas para gravar o disco João Batista do Vale, com participação de Edu Lobo, Maria Bethânia, Paulinho da Viola, Alceu Valença, e do próprio Chico Buarque, e que foi Prêmio Sharp de melhor disco regional.
Tem dezenas de músicas gravadas e algumas delas deram popularidade a muitos cantores: Peba na pimenta (com João Batista e Adelino Rivera), gravada por Ari Toledo;  Pisa na fulô (com Ernesto Pires e Silveira Júnior), xote de 1957, gravado por ele mesmo; também o baião Coronel Antonio Bento (Luiz Wanderley e João do Vale), sucesso com Tim Maia; e Asa do Vento, que foi gravada por Caetano Veloso.

## Homenagens
Em 1995, foi fundado o Teatro João do Vale, no Centro Histórico de São Luís.
Em 2006 (décimo ano após sua morte), foi lançado o espetáculo musical "João do Vale - o Poeta do Povo", peça de Maria Helena Künner, com direção musical de Marco Aurêh, baseada na biografia "Pisa na fulô, mas não maltrata o Carcará", escrita por Márcio Paschoal.
As músicas Carcará e Estrela Miúda (gravadas por grandes nomes da música brasileira como Marinês, Elba Ramalho, Amelinha, dentre outros) fizeram parte da trilha sonora da novela Cordel Encantado, da Rede Globo de televisão, na interpretação marcante de Maria Bethânia.
Na sua terra natal, em Pedreiras, é homenageado com uma estátua sua, onde o braço e o carcará que ele segura são feitos de bronze.
Em 2017, foi montado, em São Luís, o espetáculo João do Vale- o Musical, que também fez apresentações no interior do estado e no Piauí.
Em 2018, foi escrito, pela poeta e cantora pedreirense Maria Suelma F  Oliveira uma homenagem ao aniversário do Poeta, um soneto, intitulado Soneto de Carcará na Fulô, "João Batista do Vale,  famigerado João do Vale, o intrépido boêmio da Princesa do Mearim. Nascido no dia 11  de outubro de 1934 já tinha no seu sangue as hemácias, leucócitos e plaquetas de um belo cantador. Poderia até arriscar que ao primeiro respiro de sua nascença entoou o carcará que em breve seria seu redentor. Pedreiras e todos os seus conterrâneos te felicitam com saudosismo o seu aniversário. Ainda vive em cada um de nós o espírito do profeta da poesia externada em pura melodia. Receba meu presente."
Em 11 de outubro de 2022, data em que completaria 88 anos de vida, foi homenageado pela Google com um doodle.

## Discografia
- 2004  Carcarás da Cidade - Um tributo a João do Vale • Nova Iguaçu Discos • CD[5]
- 1994  João Batista do Vale • BMG • CD
- 1982  João do Vale e Chico Buarque • LP
- 1981  João do Vale convida • CBS • LP
- 1980  História da Música Popular Brasileira • Abril Cultural • LP
- 1970  Coleção nova Música Popular Brasileira. João do vale • Abril Cultural • LP
- 1967  Eu chego lá/Sanhoró/Eu vim praí/Viva meu baião. • Philips • CD
- 1965  O poeta do povo • Philips • LP
- 1965  Opinião ao vivo • Philips • LP